# Elektromagnetno polje
Elektromagnetno polje je fizično polje, ki ga v svoji okolici povzročajo nabita telesa. Elektromagnetno polje vpliva na nabite delce, ki so v elektromagnetnem polju. Običajno ga delimo na električno polje in magnetno polje, ki pa sta v določenih pogojih lahko tudi vzrok drug drugemu. Električno polje in njegove časovne spremembe opisuje elektrodinamika v Maxwellovih enačbah. Elektromagnetno polje je kombinacija električnega in magnetnega polja. Električno polje nastane v okolici nabojev, magnetno polje pa je posledica gibanja nabojev. Elektromagnetno polje predstavlja tudi eno izmed osnovnih interakcij narave (ostale so še šibka interakcija, močna interakcija in gravitacija).
Elektromagnetno polje lahko opišemo s tenzorjem elektromagnetnega polja (dvakrat kovariantni tenzor) katerega sestavljajo tri komponente jakosti električnega polja in tri komponente jakosti magnetnega polja ter četverec elektromagnetnega potenciala.
V klasični fiziki se delovanje elektromagnetnega polja na naboj opisuje z Lorentzevo silo. Elektromagnetno polje in njegove spremembe v času se s klasičnim približkom opišejo z Maxwellovimi enačbami.
Kvantne lastnosti elektromagnetnega polja in vpliv na nabite delce opisuje kvantna elektrodinamika.

## Zgodovina
Do pričetka 19. stoletja se je smatralo, da so električni in magnetni pojavi popolnoma ločeni. V letu 1819 je danski fizik in kemik Hans Christian Ørsted (1777–1851) ugotovil, da električni tok, ki teče po vodniku, vpliva na magnetno iglo in tako ugotovil, da obstoja zveza med magnetnimi in električnimi pojavi. V letu 1831 je angleški fizik in kemik Michael Faraday (1791–1867) opisal elektromagnetno indukcijo. Leta 1864 je škotski fizik in matematik James Clerk Maxwell (1831–1879) objavil enačbe, ki jih danes poznamo kot Maxwellove enačbe, s katerimi je pokazal, da električno in magnetno polje sestavljata celoto, ki ji rečemo elektromagnetno polje.